# Sachatamia
Genre
Sachatamia est un genre d'amphibiens de la famille des Centrolenidae.

## Répartition
Les quatre espèces de ce genre se rencontrent en Amérique centrale et dans le nord-ouest de l'Amérique du Sud.

## Liste des espèces
Selon Amphibian Species of the World (16 septembre 2014) :
- Sachatamia albomaculata (Taylor, 1949)
- Sachatamia ilex (Savage, 1967)
- Sachatamia orejuela (Duellman & Burrowes, 1989)
- Sachatamia punctulata (Ruiz-Carranza & Lynch, 1995)

## Étymologie
Le nom de ce genre est formé à partir des mots kichwa sacha, la forêt, et de tamia, la pluie, en référence à l'habitat des espèces de ce genre : la Forêt tropicale humide.

## Publication originale
- Guayasamin, Castroviejo-Fisher, Trueb, Ayarzagüena, Rada & Vilà, 2009 : Phylogenetic systematics of Glassfrogs (Amphibia: Centrolenidae) and their sister taxon Allophryne ruthveni Zootaxa, no 2100, p. 1–97 (texte intégral).